# Batucada

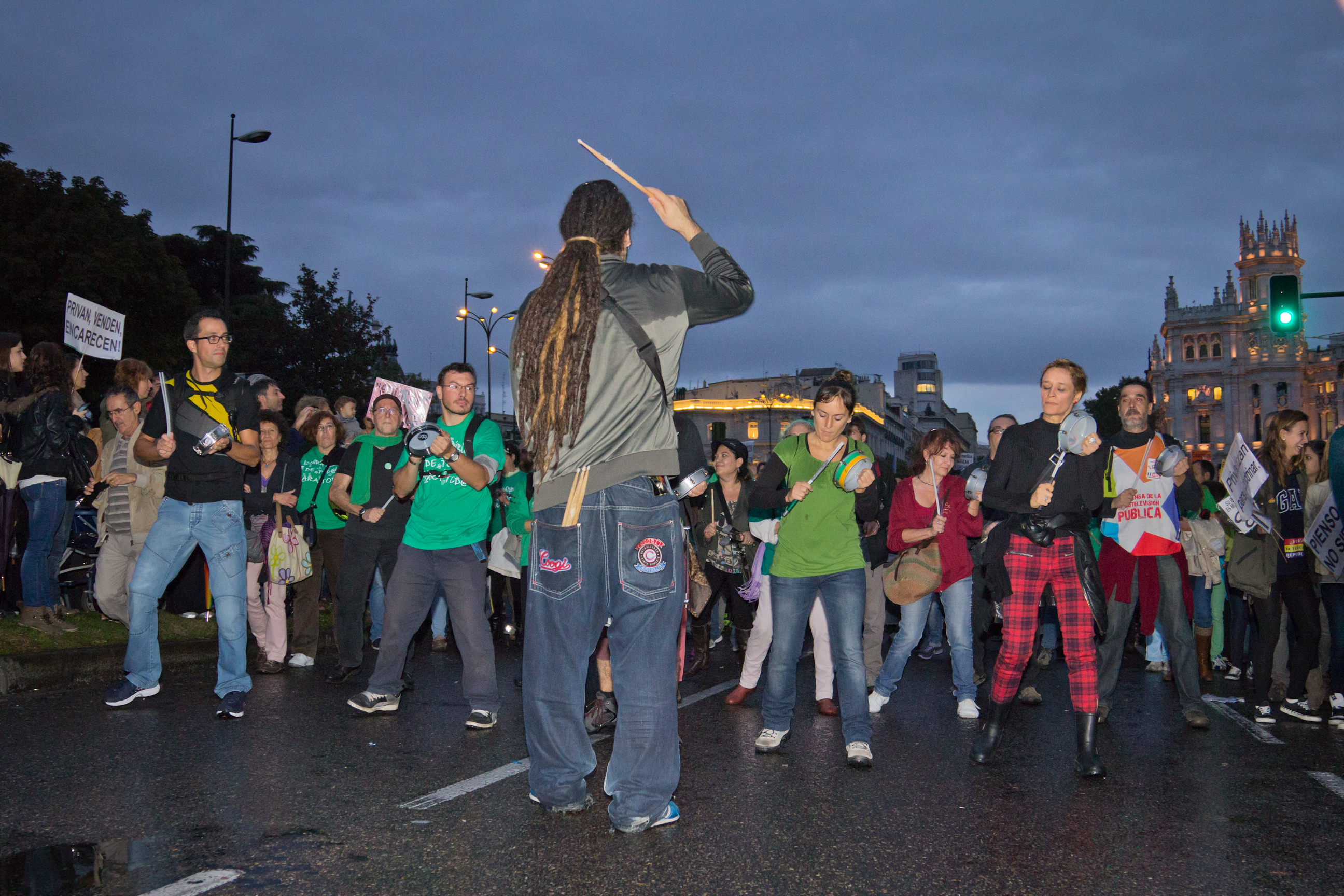
Batucada durante una manifestación en Madrid (España).

La batucada es un género musical brasileño de influencias africanas, generalmente interpretado por un conjunto, conocido como bloco. La batucada se caracteriza por su estilo repetitivo.

## Instrumentos
Entre la gran variedad de instrumentos utilizados en una batucada se encuentran:
- Repinique, tambor de sonido de aro 10,11,12 pulgadas de sonido agudo.
- tambor, tocado con una sola baqueta (o dos varillas largas de plástico)  Tradicionalmente el líder del conjunto utiliza el repinique (también conocido como repique) para dirigir y para interpretar los solos.
- Surdo, es un tambor grande con un tamaño medio de 50 cm de diámetro. Proporciona el tiempo fuerte grave de cada compás. Cuando sólo está tocando un surdo, acentúan los pulsos segundo y cuarto de cada compás. Cuando un segundo surdo está tocando, se afina ligeramente más agudo y se toca acentuando los pulsos primero y tercero del compás. Un tercer surdo de terceira o surdo-mor ejecuta síncopas entre los pulsos.
- Tamborim, es un tambor pequeño de aro 6 de un solo parche normalmente tocado con un palo o una baqueta de plástico (poliamida de nailon) con múltiples puntas.
- Caixa de guerra, es un tambor más profundo con cables en la cabeza y Tarol, una caja de batería más delgada o tarola. Cumple la función de redoblante.
- Cuica, es un tambor de una sola cabeza con un palillo montado dentro del cuerpo del tambor, perpendicular a la cabeza. El instrumento se toca frotando un paño húmedo a lo largo de este palo, mientras que presiona la cabeza del tambor con un dedo o un pulgar. Cuanto más fuerte se presiona el dedo contra el palo, más aguda será la altura del sonido. La cuica crea un sonido único, que a veces puede sonar como la voz humana.
- Timbal brasileño,Timbau un tambor largo en forma de cono que se utiliza para producir sonidos agudos y graves en el conjunto. Por lo general se toca con las manos y crea un timbre similar al yembe de África Occidental.
- Pandeiro, es similar a una pandereta  se toca elaboradamente con la mano. A diferencia de la pandereta, el pandeiro tiene un parche y se puede afinar.
- Reco-reco, conocido en español como güiro, es un instrumento de madera generalmente hueco con una superficie exterior estriada que se raspa con un palo.
- Chocalho, ganzá, rocar, así como sacudidores de varios tipos y materiales.
- Agogô, es un instrumento de pequeña percusión en forma de campana simple o múltiple.
- Apito, es un pequeño silbato de plástico, metal o madera.

## Origen
El origen de la batucada está en las culturas africanas donde se han dado siempre formaciones de tambores para festividades populares.
La palabra batucada se puede atribuir a una religión nacida en Brasil derivada de los Yorubas, el “batuque”. Esta forma de organización nace de personas que están inmersas en ambientes donde la música está en todas partes como un servicio a los dioses. A diferencia de la música ritual, la batucada no está netamente ligada a una tradición o cultura religiosa, sino más bien a una forma de expresión musical típica del país, utilizada en algunas ocasiones para formar parte de la orquesta en canciones con motivos míticos y divinos, como sucede generalmente en la samba enredo.
La libertad de esta forma de agrupación ha permitido la utilización de instrumentos musicales más modernos, para así perfeccionar los sonidos y facilitar el trato con ellos (reparación, afinación, comodidad). También ha permitido la creación de muchos estilos originales y variaciones de los mismos, gracias a que manteniendo su estructura básica se puede inventar e improvisar con facilidad.

## Difusión
La batucada es esencialmente un grupo de percusionistas quienes interpretan diversos estilos musicales afro brasileros, como también nativos de Brasil como la samba y el reggae brasilero, entre otros.
Se encuentran batucadas en los países africanos y en países cuyas culturas tienen raíces africanas. La batucada ha tenido su florecimiento en Brasil, donde se forman batucadas con más de 3000 tamboristas y bailarines, de forma que la batucada brasileña es el prototipo del movimiento de batucadas que se ve en Europa. 
En la Ciudad de Córdoba, Argentina, existe un movimiento cultural brasileño llamado "Canta Brasil" dirigido por el músico brasileño Marcelo Taormina, en el cual se transmite y representa la cultura de la batucada y el baile carnavalesco de Brasil. En la Ciudad de Santiago, Chile, un movimiento parecido lo hace el músico Jorge Luis Saravia Ruas, que también realiza eventos culturales y temáticos con la batucada y el baile.
Existen entidades en España que intentan representar este tipo de espectáculos y facilitar la formación de instrumentistas y grupos, entre las que destacan: Associacião Brasileira Chicon de São Paulo[cita requerida], Associacião de Batucada do Brasil[cita requerida], Associacião Mininhos du Loê[cita requerida], o uno de los más recientes trabajos como el del músico y percusionista Albert Llobell, y su documental Diáspora da cultura percusiva da Bahia,
En España, Argentina y Chile  es habitual que haya grupos de batucada en diversas ocasiones, ya sea en la calle, parques, plazas, fiestas o también en las manifestaciones o protestas sociales usando la música y el volumen de los instrumentos en señal de protesta.
En Barcelona: tal ciudad tiene mucha tradición en percusión tradicional relacionada con los correfocs y debido a ello muchos percusionistas de bandas de calle acaban migrando a la percusión brasileña en busca de nuevos ritmos latinos mayoría intentan emular a los referentes brasileños. Ketubara batucada Barcelona, el proyecto de Alex Rosa (percusionista de Ilê Aiyê) es de las únicas batucada en la ciudad dirigida por brasileño y percusionista de origen bahiano con muchos carnavales en Salvador de Bahía a sus espaldas y gran proyección participando en giras internacionales.Existen muchas bandas Bloco Sambara es un grupo que interpreta ritmos de Salvador de Bahía, entre otros.
En Chile la batucada está tan masificada que a lo largo de este, en distintas ciudades, agrupaciones particulares organizan sus propios carnavales a los cuales invitan a otras batucadas y agrupaciones culturales convirtiendo las calles en una fiesta para toda la gente.

## Ejemplos

### Canciones
- "Batucada Suite" interpretada y escrita por Teena Marie, del álbum Emerald City.
- "Celebration Suite" interpretada por Airto, escrita por Hugo Fattoruso
- "Portela" interpretada por Pai Benê, Queimou O Pé.

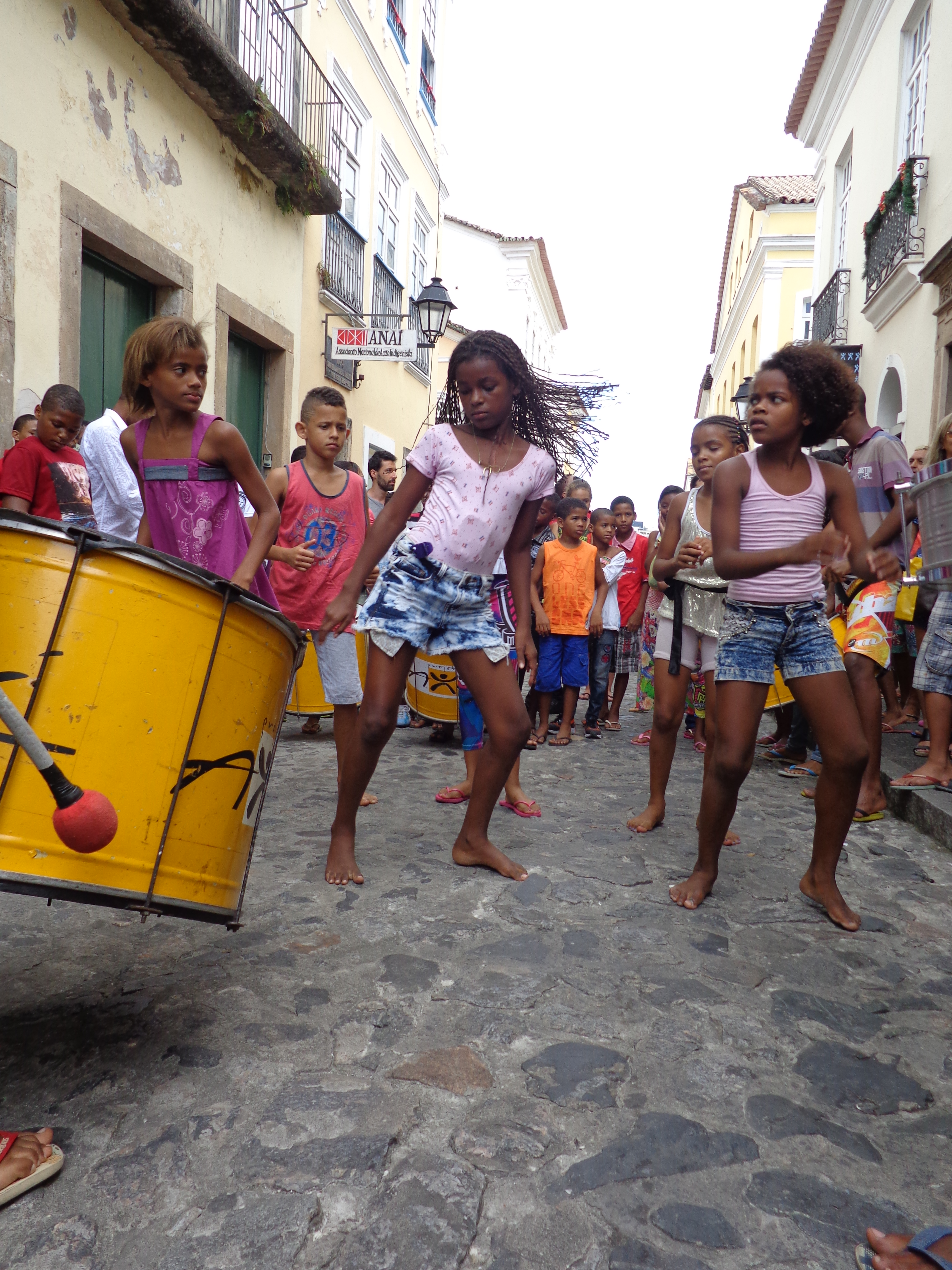
Una batucada local en la calle brasileña
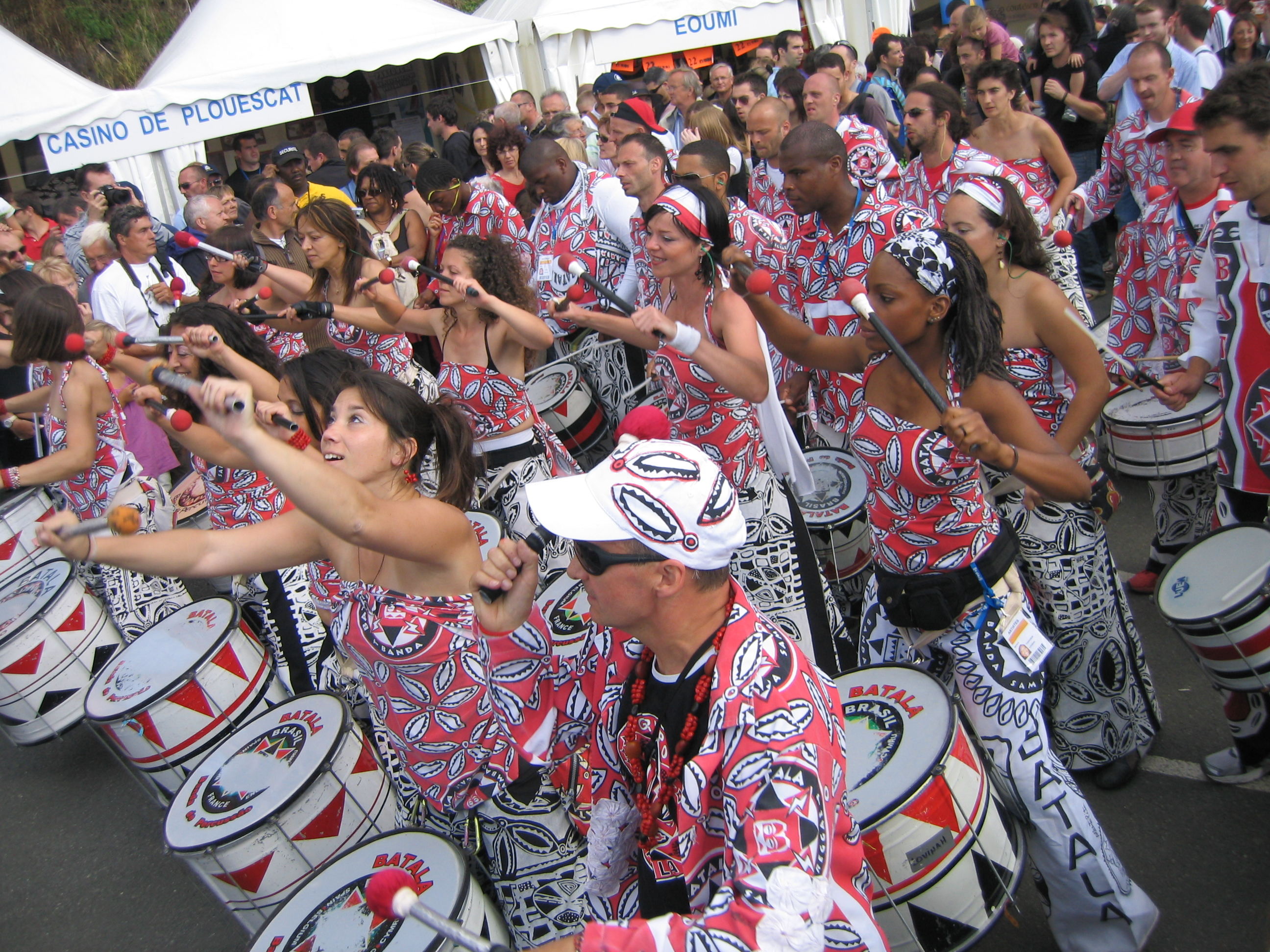
"Batucada Surgiu" de Marcos Valle. Una versión de Sérgio Mendes apareció en el álbum Look around.
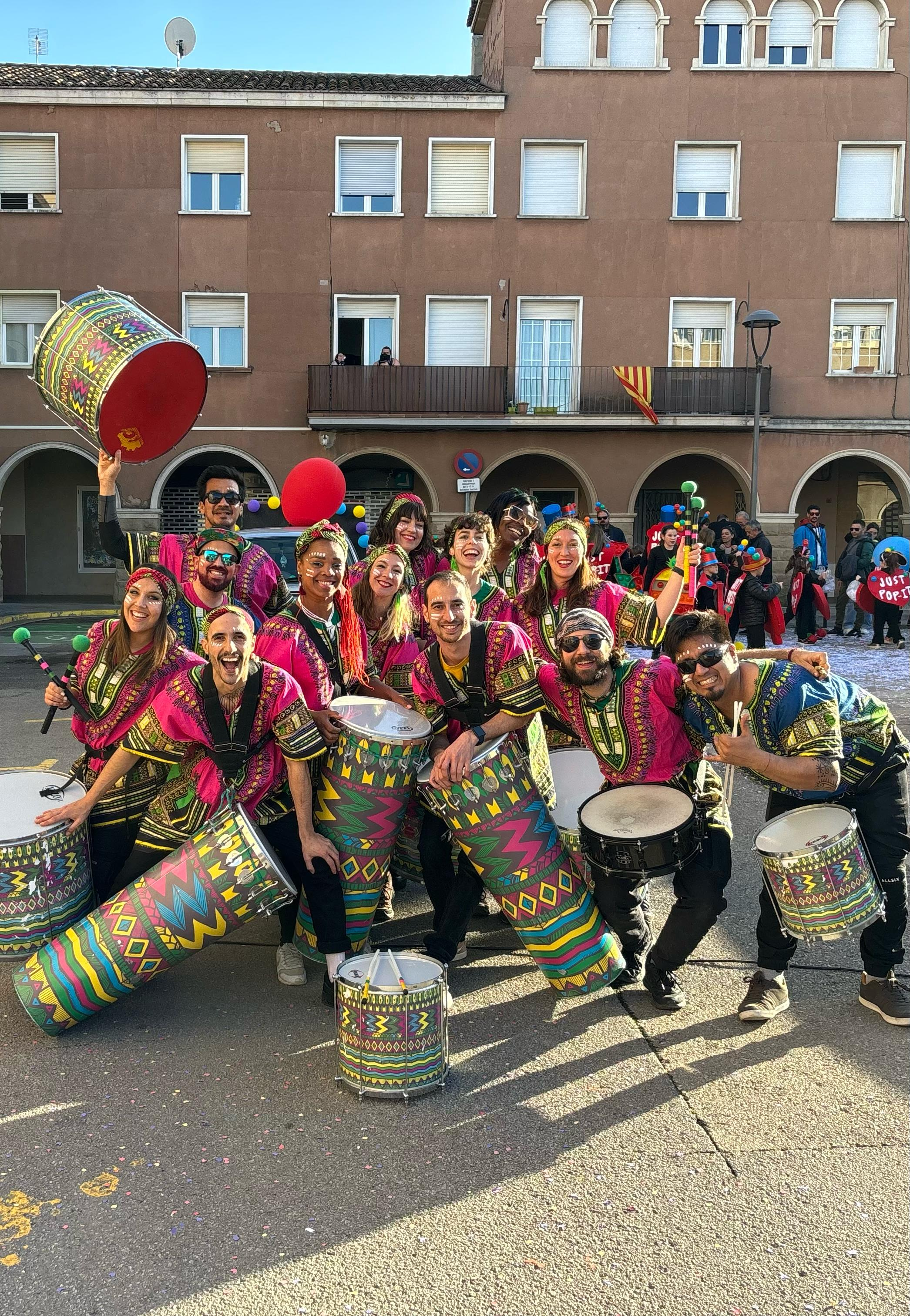
Bloco Sambara batucada en Barcelona que interpreta ritmos de Bahía. Escuela de Batucada
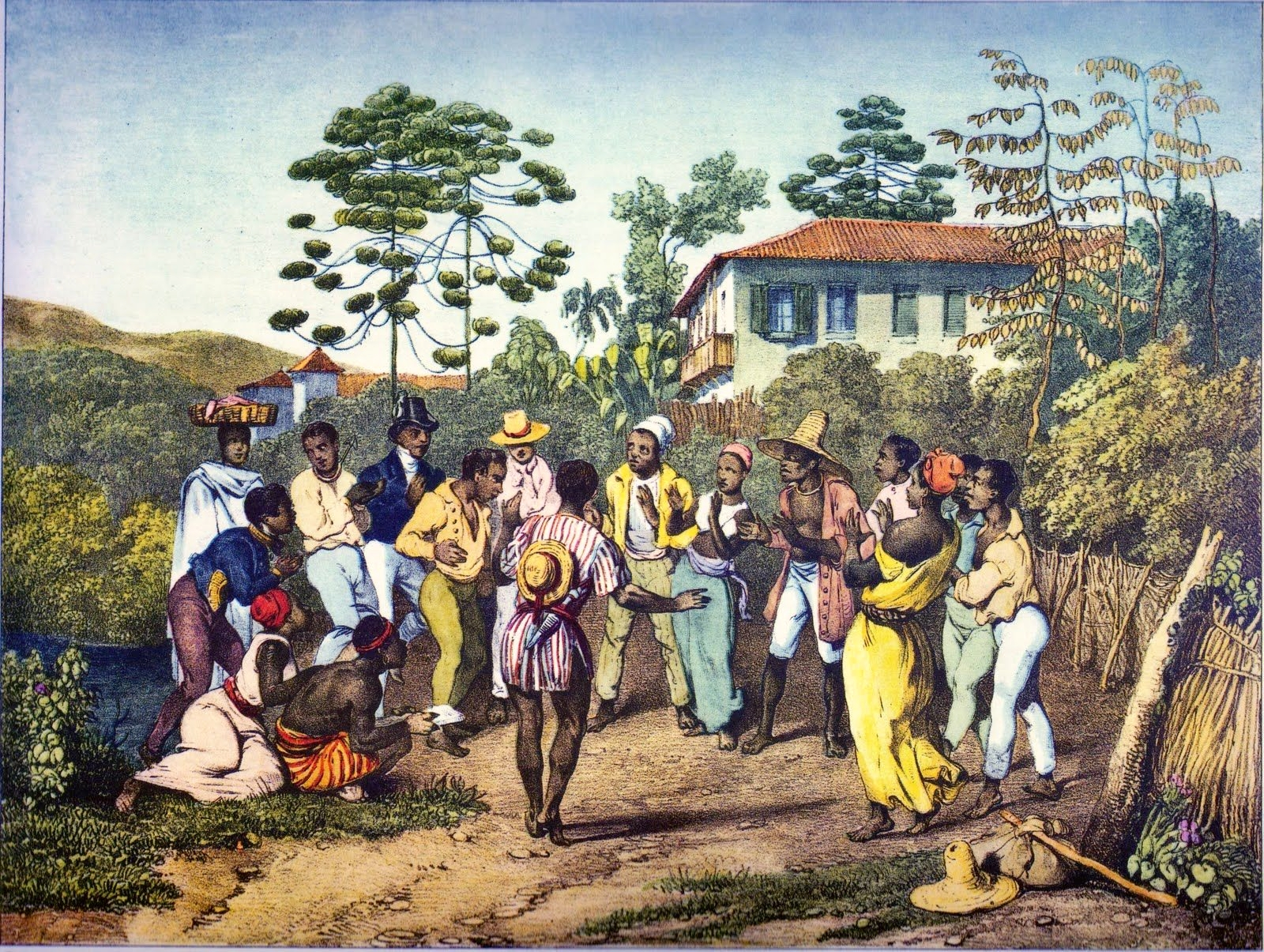
Batuque cuadro del pintor alemán Johann Moritz Rugendas 1822-1825
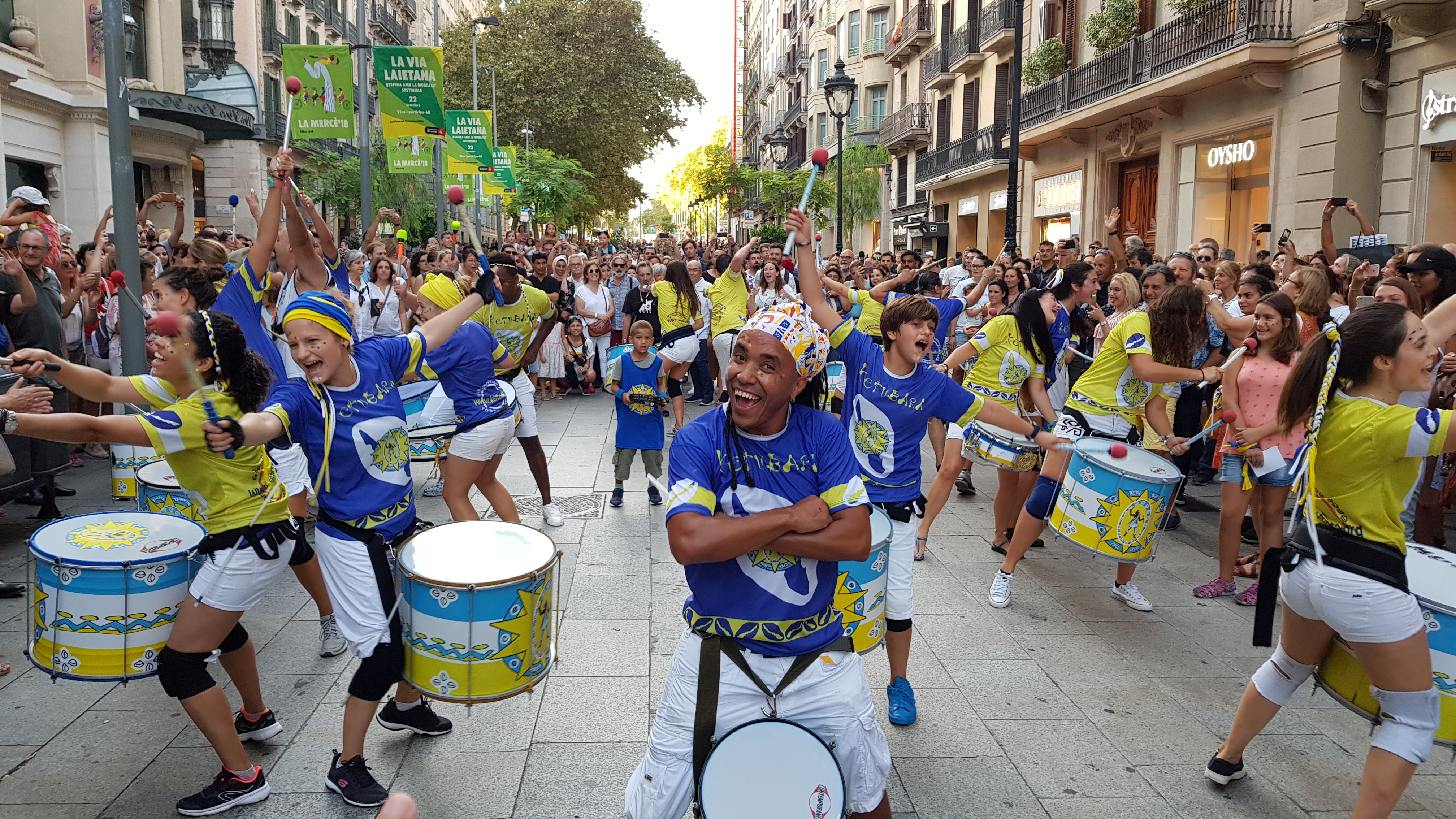
La batucada Ketubara en Barcelona

- "The Obvious Child" de Paul Simon en el álbum The Rhythm of the Saints es un ejemplo del sonido de samba de estilo africano, ejemplificado por el grupo de Bahía Olodum.
- "Samba-Afro style" también conocida como "El Matador" de la banda argentina Los Fabulosos Cadillacs, presenta un ritmo inspirado por la samba-reggae de Bahía, Brasil.
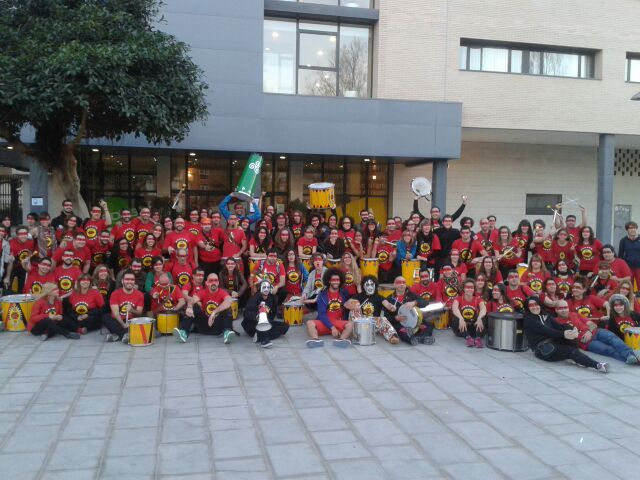
"Kiss of Life" de la banda británica Friendly Fires también presenta una instrumentación de batucada tocando un ritmo funk de fondo.
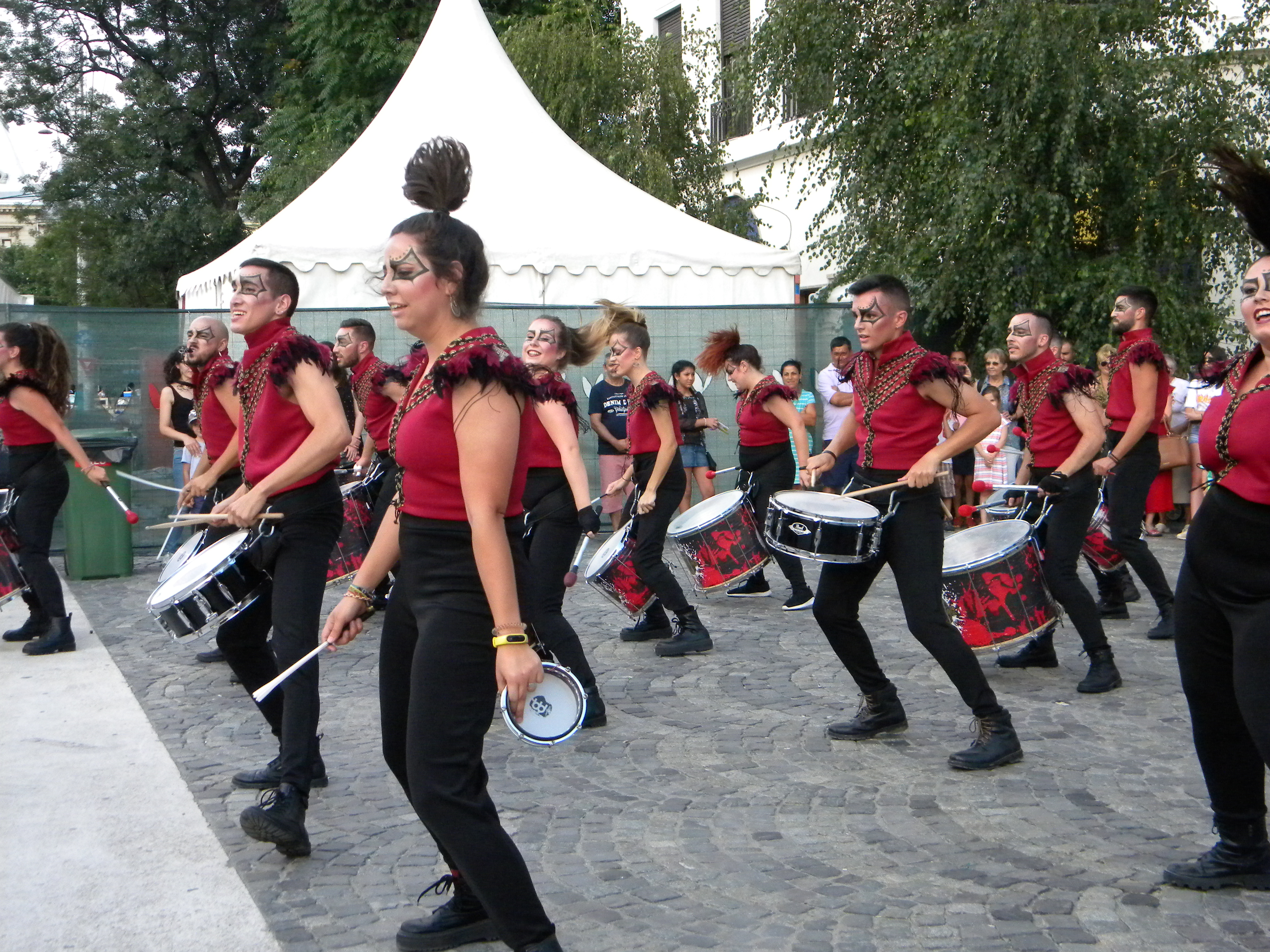
Batucada en Rumanía
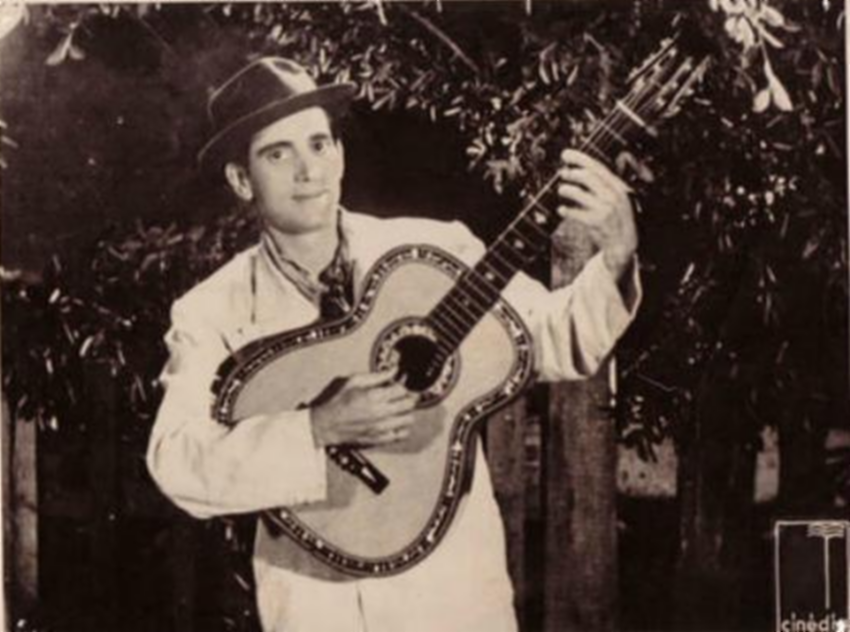
Francisco Alves, cantante brasileño, en el film Batucada en Berlín, 1944
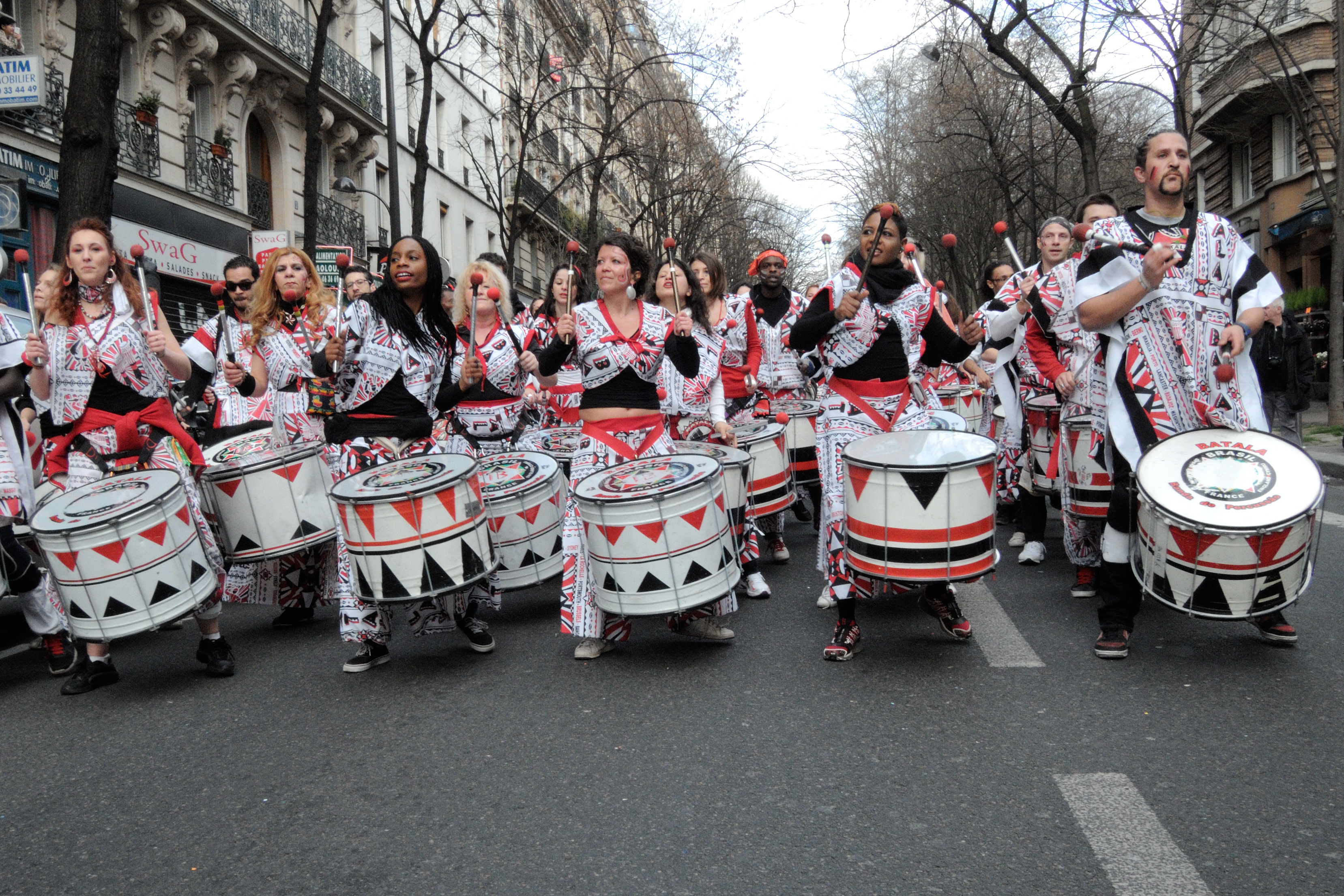
La batucada Batala desfilando en el Carnaval de París, 2014
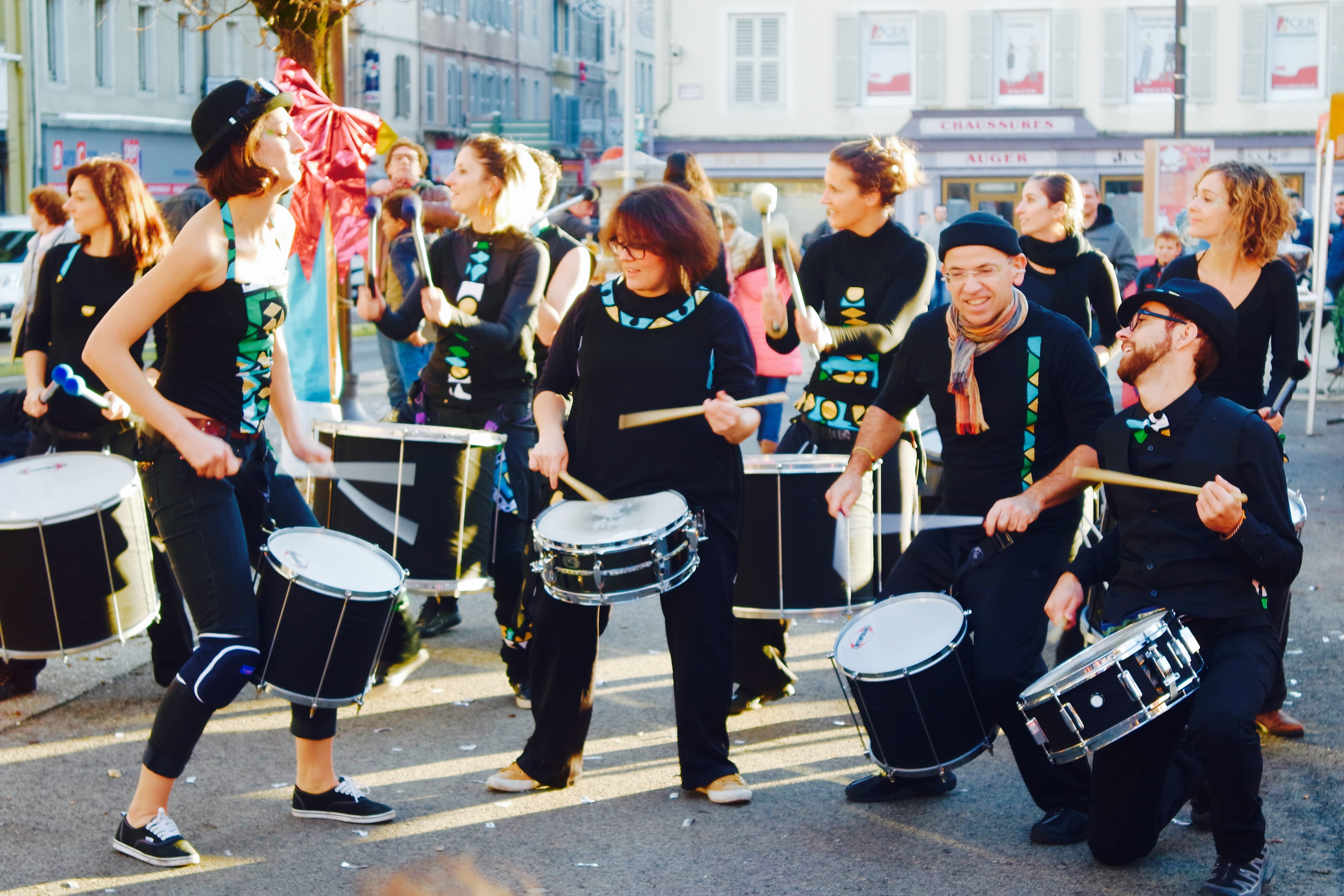
Gaïa'Z Onda es una batucada de Marsella
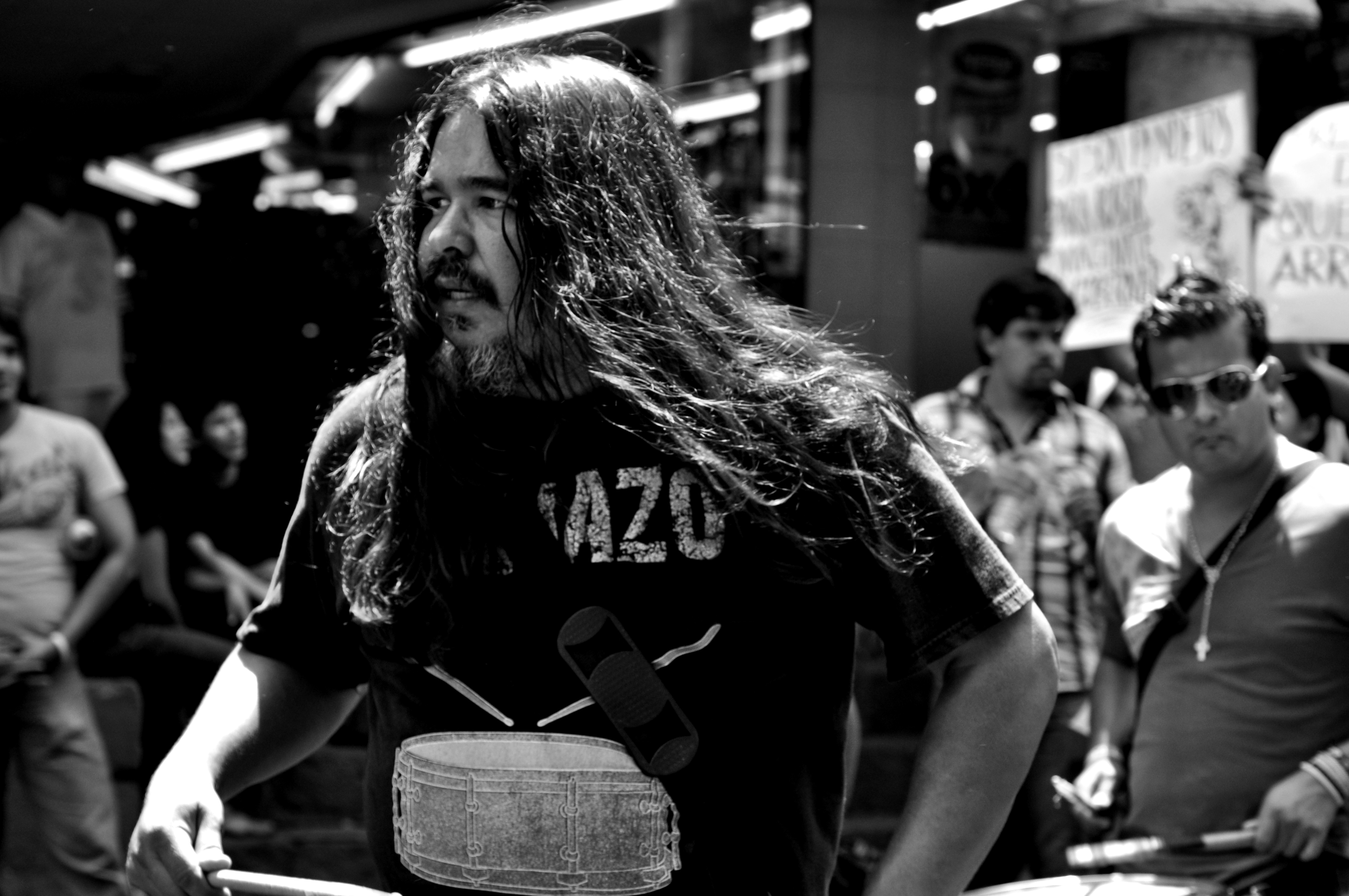
Batucada en Cuernavaca, México
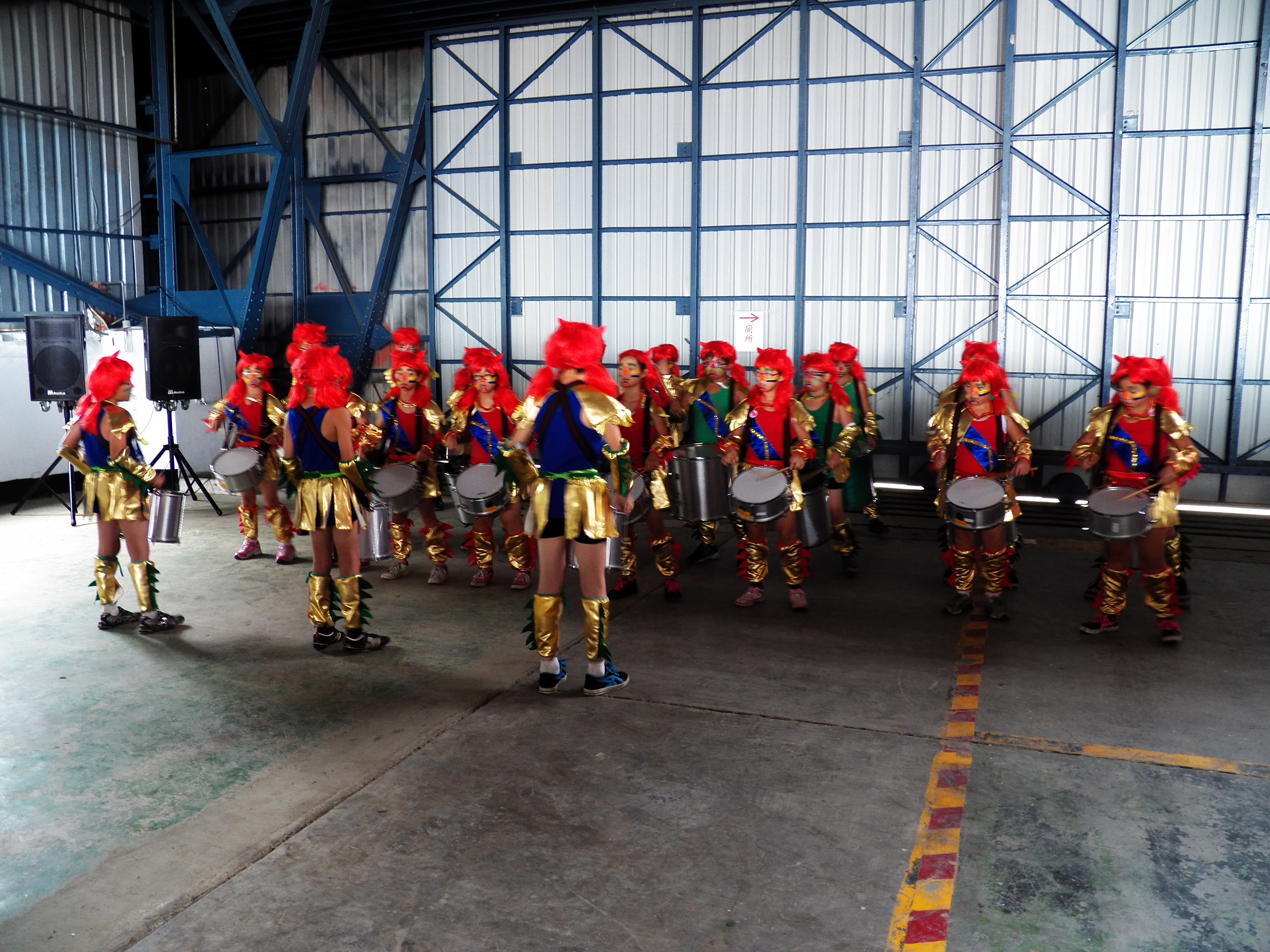
Batucada escolar en Chiayi, Taiwán
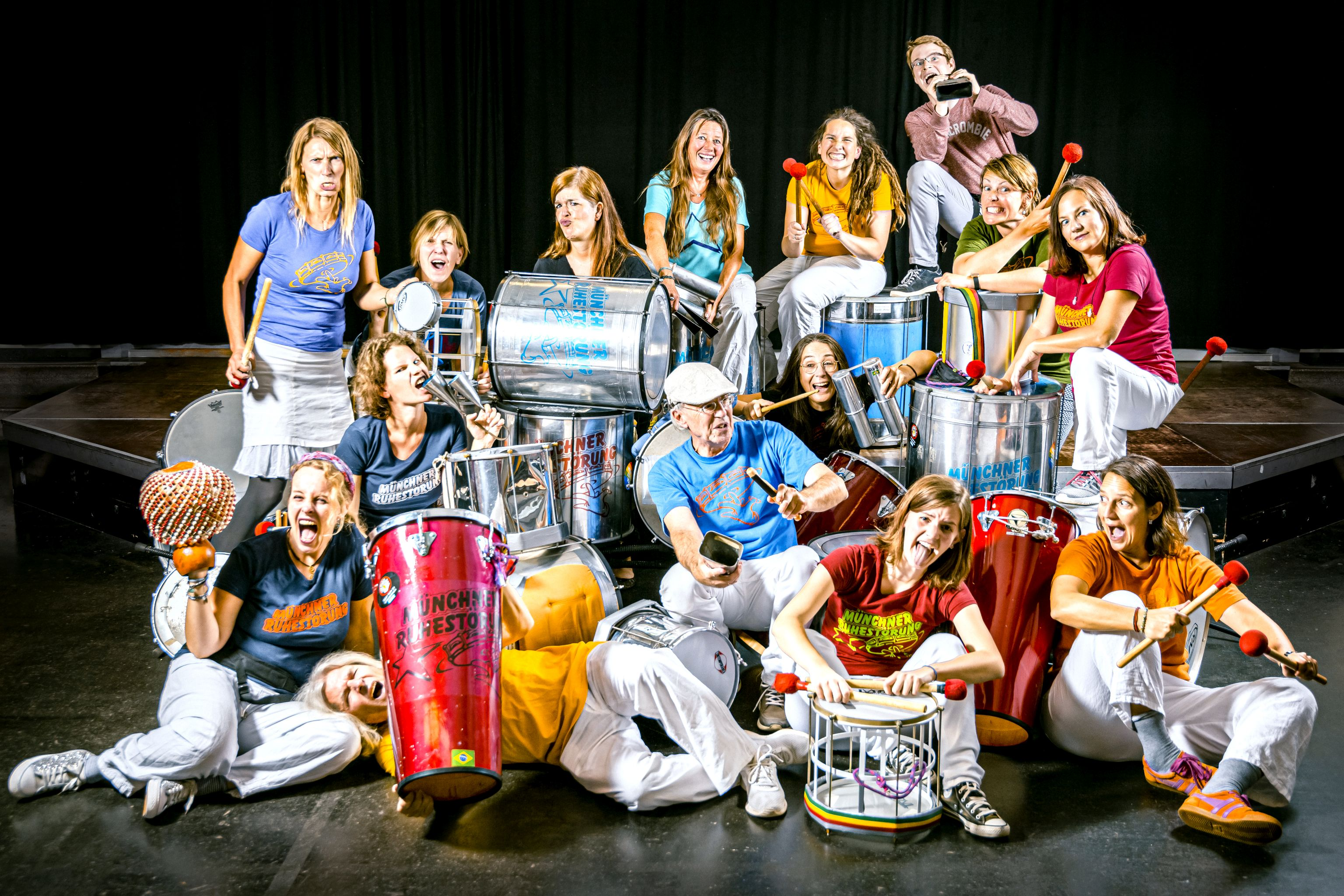
"Batucada" interpretada por el artista japonés Towa Tei con la voz de Bebel Gilberto combina el estilo antiguo de batucada con el sonido de los sintetizadores y los samplers.
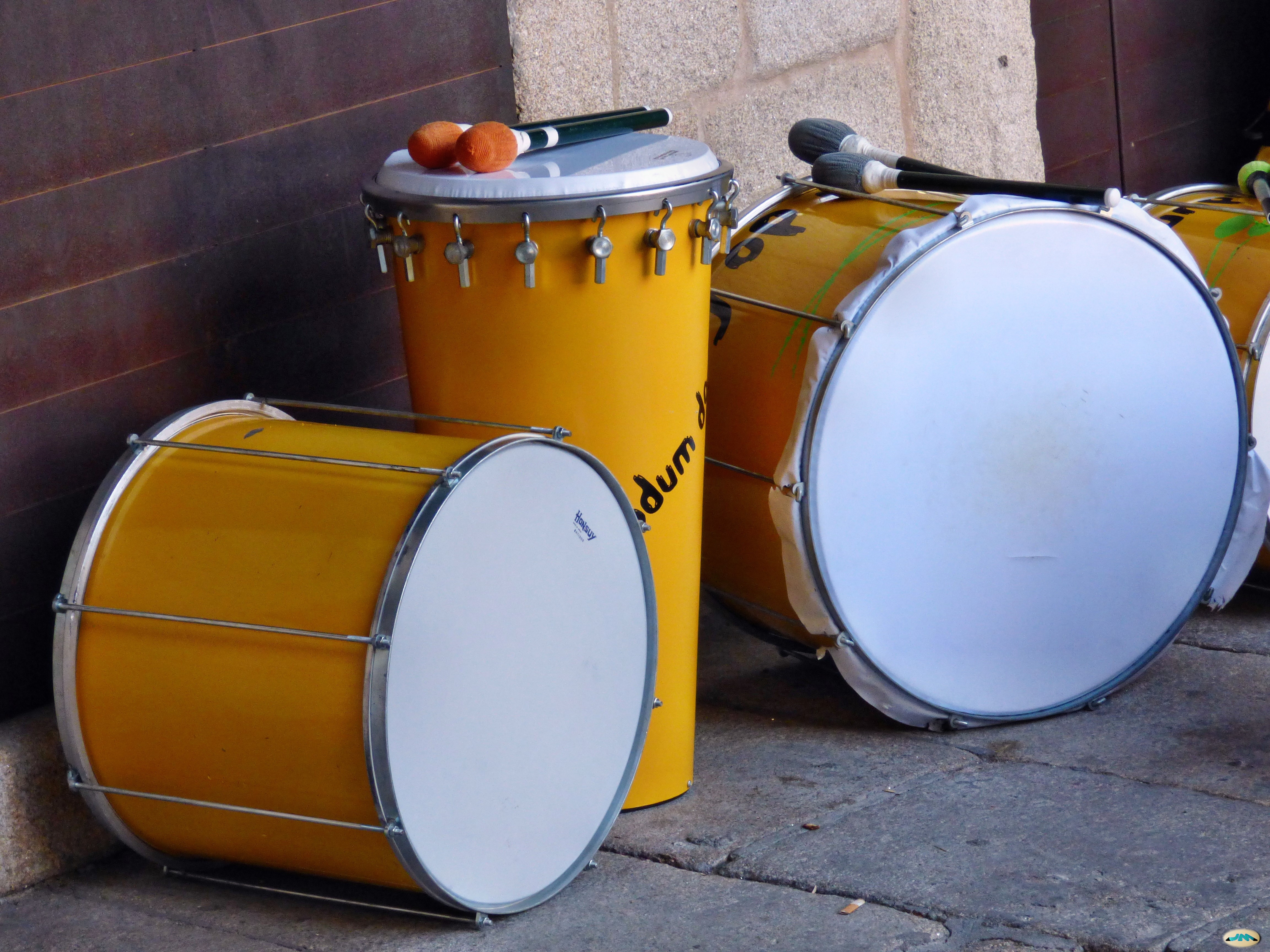
Tambores de batucada
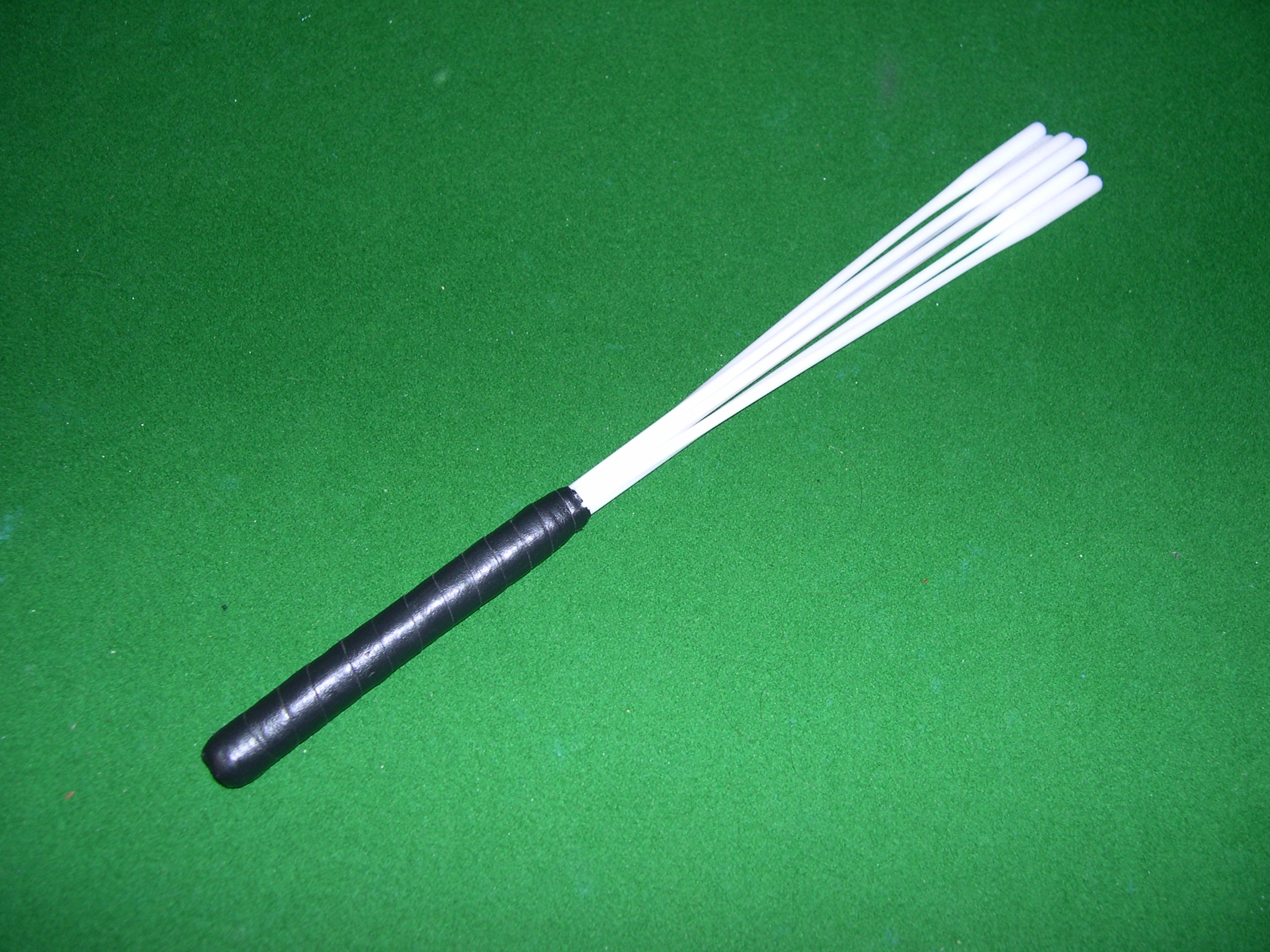
Baqueta tamborín
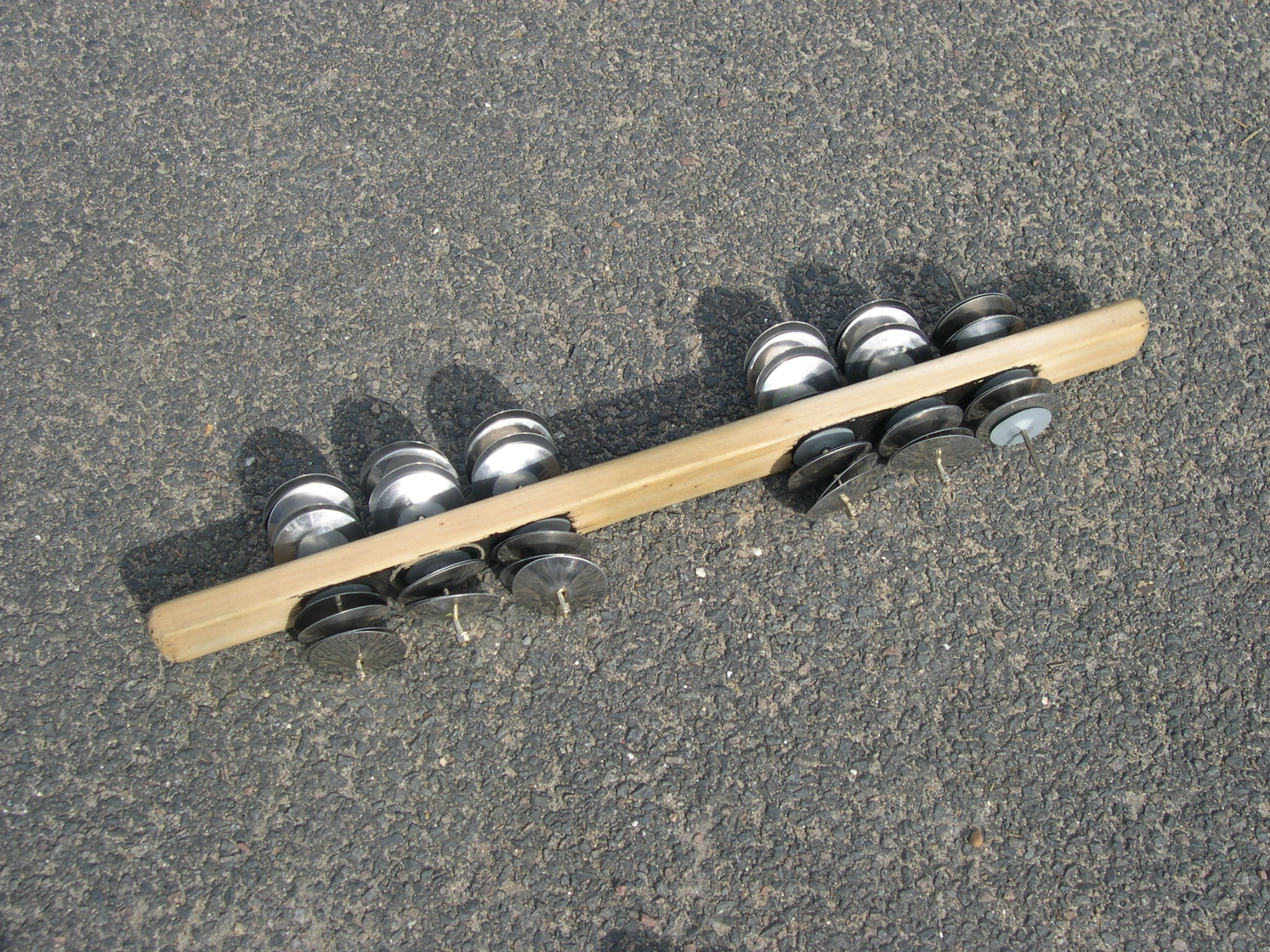
Chocalho con madera enmedio
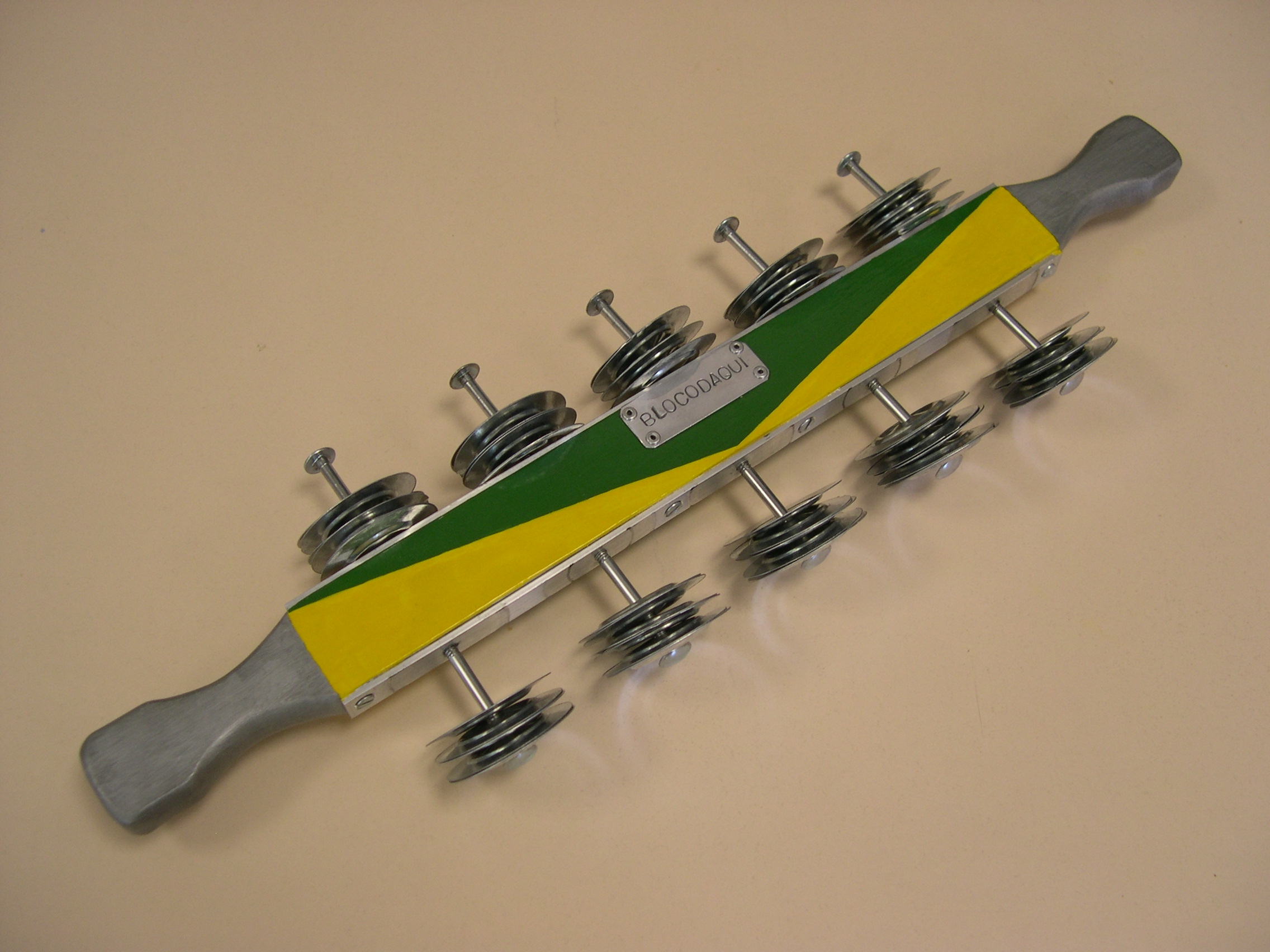
Chocalho de discos
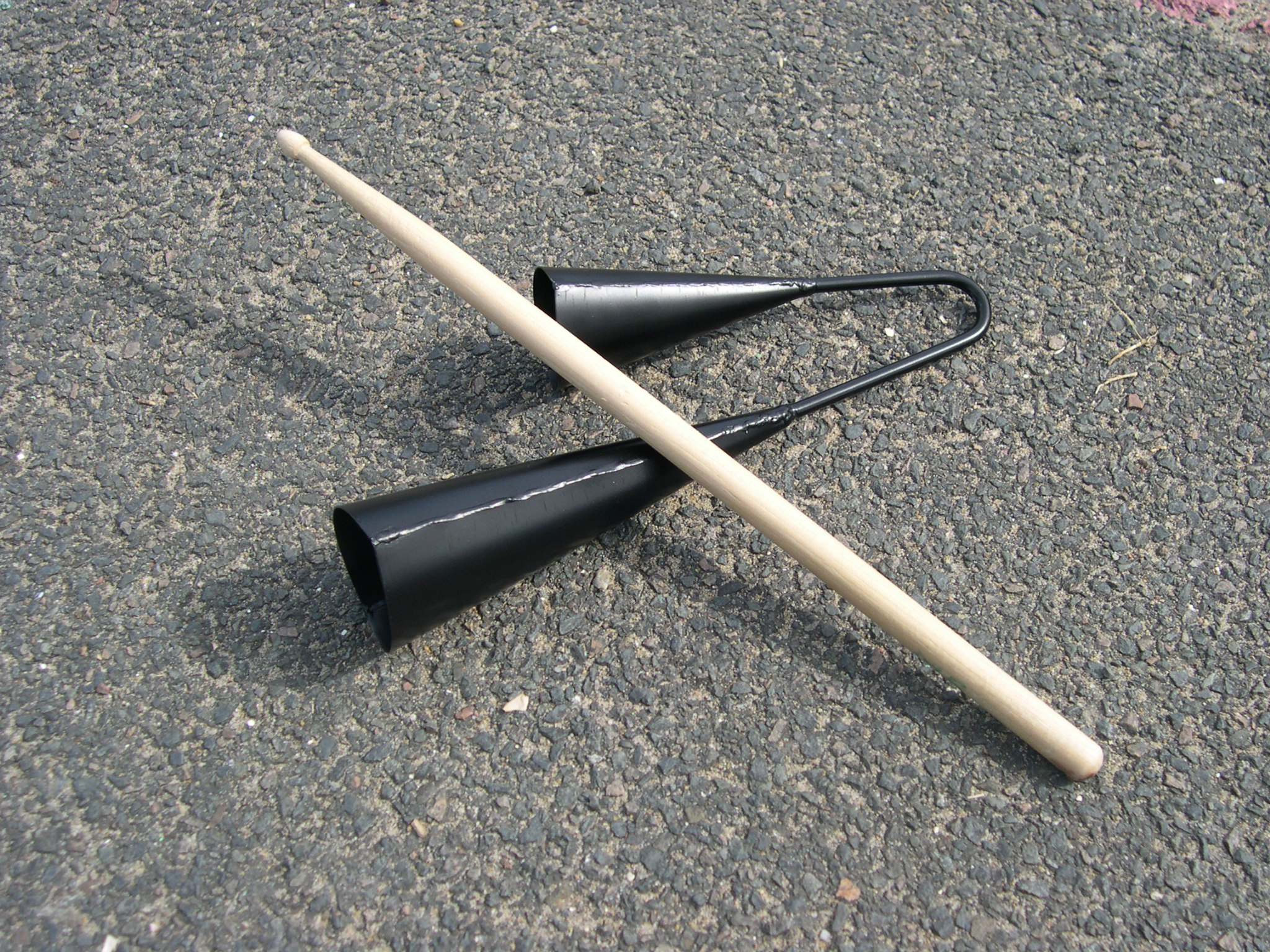
El agogo de metal se toca con una baqueta de madera
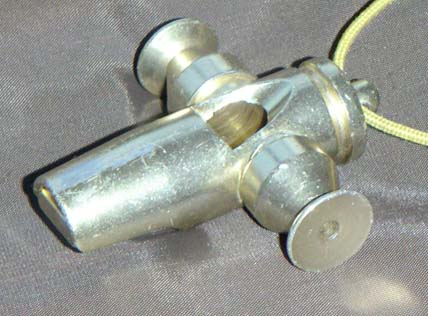
Silbato de tres sonidos para que el líder de batucada dirija a los músicos a través de señales convencionales.

- "Batucada (The Beat)" interpretada por el saxofonista Boney James junto con el trompetista Rick Braun.

### Intérpretes famosos
- Olodum
- Timbalada
- Ara Ketu
- Badauê
- Ilê Aiyê
- Ketubara
- Malê Debalê
- Monobloco
- Muzenza
- AAINJAA
- Swing do Pelo